# Short Stories
Short Stories es el álbum debut del dúo Jon and Vangelis, fruto de la colaboración entre Jon Anderson, fundador de Yes, la banda pionera del rock progresivo, y Evangelos Papathanassiou (conocido musicalmente como Vangelis), pionero de la música electrónica. Aunque no fue la primera ocasión en que los dos trabajaban juntos, ya que Vangelis había realizado una audición para reemplazar a Rick Wakeman en Yes en el año 1974, pero el puesto fue ocupado por Patrick Moraz. En 1975 Jon Anderson cantó en So long ago, So clear del álbum Heaven and Hell.

## Lista de canciones
- Música de Vangelis, letras de Jon Anderson

| Lista de canciones - edición en vinilo y casete |                        |          |  |
| N.º                                             | Título                 | Duración |  |
| 1.                                              | «Curious Electric»     | 6:42     |  |
| 2.                                              | «Each and Everyday»    | 3:43     |  |
| 3.                                              | «Bird Song»            | 1:26     |  |
| 4.                                              | «I Hear You Now»       | 5:13     |  |
| 5.                                              | «The Road»             | 4:31     |  |
| 6.                                              | «Far Away in Baagad»   | 2:18     |  |
| 7.                                              | «Love Is»              | 5:46     |  |
| 8.                                              | «One More Time»        | 6:18     |  |
| 9.                                              | «Thunder»              | 2:14     |  |
| 10.                                             | «A Play Within a Play» | 7:00     |  |

El CD contiene las mismas diez canciones que el vinilo y casete aunque se dividen en ocho pistas, como se recoge a continuación.
| Lista de canciones - edición en CD |                                 |          |  |
| N.º                                | Título                          | Duración |  |
| 1.                                 | «Curious Electric»              | 6:42     |  |
| 2.                                 | «Each and Everyday / Bird Song» | 5:08     |  |
| 3.                                 | «I Hear You Now»                | 5:13     |  |
| 4.                                 | «The Road»                      | 4:31     |  |
| 5.                                 | «Far Away in Baagad / Love Is»  | 8:04     |  |
| 6.                                 | «One More Time»                 | 6:18     |  |
| 7.                                 | «Thunder»                       | 2:14     |  |
| 8.                                 | «A Play Within a Play»          | 7:00     |  |

## Personal

### Músicos
- Jon Anderson: voz
- Vangelis: teclados, sintetizadores, piano
- Raphael Preston: guitarra acústica

### Producción
- Vangelis: productor
- Raphael Preston: ingeniero de sonido
- Hitoshi Takiguchi: mezclas

## Posición en las listas de éxito
| País           | Lista (1980)         | Posición más alta |
| -------------- | -------------------- | ----------------- |
| Reino Unido    | UK Albums Chart      | 4                 |
| Estados Unidos | Billboard Pop Albums | 125               |